# Lỗ Nguyên công
Lỗ Nguyên công (chữ Hán: 魯元公, trị vì 436 TCN-416 TCN), tên thật là Cơ Gia (姬嘉), là vị vua thứ 29 của nước Lỗ - chư hầu nhà Chu trong lịch sử Trung Quốc.
Cơ Gia là con của Lỗ Điệu công, vị vua thứ 28 của nước Lỗ. Năm 437 TCN, Lỗ Điệu công qua đời, Cơ Gia lên kế vị, tức là Lỗ Nguyên công.
Sử sách ghi chép rất ít về những sự việc xảy ra ở nước Lỗ dưới thời Nguyên công cũng như những hành trạng trong thời gian làm vua của ông. Bấy giờ quyền chính nước Lỗ vẫn do Tam hoàn (Quý tôn thị ở đất Phí, Mạnh tôn thị ở đất Thành và Thúc tôn thị ở đất Hậu) chi phối.
Năm 416 TCN, Lỗ Nguyên công mất, Ông làm vua được 21 năm. Con ông là Cơ Hiển lên nối ngôi, tức là Lỗ Mục công.